# 남경주 나들목
남경주 나들목(S.Gyeongju IC)은 경상북도 경주시 외동읍 연안리와 개곡리, 죽동리에 걸쳐 있는 동해고속도로의 9번 교차로이다. 나들목 진출입로는 외동읍 말방리와 접하고 있으며, 국도 제7호선을 통해 외동읍내 및 경주시내로 진출할 수 있다.

## 연혁
- 2009년 6월 17일 : 나들목 신설을 위해 경주시 도시계획시설 교통광장에 외동읍 죽동리 일원을 남경주 나들목으로 고시[1]
- 2015년 12월 29일 : 동해고속도로 울산 ~ 남경주 구간 개통에 따라 영업 개시[2]
- 2016년 6월 30일 : 남경주 ~ 동경주 구간 개통에 따라 전 방향 통행 개시[3]

## 구조물 정보
- 위치: 경상북도 경주시 외동읍 연안리, 죽동리, 개곡리
- 영업소: 경상북도 경주시 외동읍 산업로 2563-38

## 접속하는 도로
- 산업로 (국도 제7호선)

## 교통량 정보
| 요금소          | 통행량 (대/일) | 통행량 (대/일) | 통행량 (대/일) | 통행량 (대/일) | 통행량 (대/일) | 통행량 (대/일) | 통행량 (대/일) | 통행량 (대/일) | 통행량 (대/일) | 통행량 (대/일) | 각주  |
| 요금소          | 2008년         | 2009년         | 2010년         | 2011년         | 2012년         | 2013년         | 2014년         | 2015년         | 2016년         | 2017년         | 각주  |
| --------------- | -------------- | -------------- | -------------- | -------------- | -------------- | -------------- | -------------- | -------------- | -------------- | -------------- | ----- |
| 남경주 (폐쇄식) | 미개통         | 미개통         | 미개통         | 미개통         | 미개통         | 미개통         | 미개통         | 31             | 5,353          | 5,959          | [ 4 ] |
| 요금소          | 2018년         | 2019년         |                |                |                |                |                |                |                |                | [ 4 ] |
| 남경주 (폐쇄식) | 5,826          | 5,728          |                |                |                |                |                |                |                |                | [ 4 ] |